# أنطون جوسيف
أنطون جوسيف هو لاعب كرة قدم روسي، ولد في 20 يونيو 1982. لعب مع FC Okean Nakhodka ‏.

## وصلات خارجية
- أنطون جوسيف على موقع قاعدة بيانات كرة القدم.إي يو (الإنجليزية)